# تشانغجياكو
تشانغجياكو (بالصينية: 张家口) هي مدينة من مدن الصين. يبلغ عدد سكانها 4345485 نسمة حسب إحصائيات سنة 2010. يبلغ ارتفاع المدينة عن سطح البحر قرابة 716 متر. تبلغ مساحتها 36861.56 كم².

## المناخ
يظهر الجدول التالي التغييرات المناخية على مدار السنة لتشانغجياكو:
| البيانات المناخية لـتشانغجياكو     | البيانات المناخية لـتشانغجياكو | البيانات المناخية لـتشانغجياكو | البيانات المناخية لـتشانغجياكو | البيانات المناخية لـتشانغجياكو | البيانات المناخية لـتشانغجياكو | البيانات المناخية لـتشانغجياكو | البيانات المناخية لـتشانغجياكو | البيانات المناخية لـتشانغجياكو | البيانات المناخية لـتشانغجياكو | البيانات المناخية لـتشانغجياكو | البيانات المناخية لـتشانغجياكو | البيانات المناخية لـتشانغجياكو | البيانات المناخية لـتشانغجياكو |
| الشهر                              | يناير                          | فبراير                         | مارس                           | أبريل                          | مايو                           | يونيو                          | يوليو                          | أغسطس                          | سبتمبر                         | أكتوبر                         | نوفمبر                         | ديسمبر                         | المعدل السنوي                  |
| ---------------------------------- | ------------------------------ | ------------------------------ | ------------------------------ | ------------------------------ | ------------------------------ | ------------------------------ | ------------------------------ | ------------------------------ | ------------------------------ | ------------------------------ | ------------------------------ | ------------------------------ | ------------------------------ |
| الدرجة القصوى °م (°ف)              | 9.7 (49.5)                     | 18.2 (64.8)                    | 22.6 (72.7)                    | 31.5 (88.7)                    | 36.8 (98.2)                    | 37.7 (99.9)                    | 39.2 (102.6)                   | 36.0 (96.8)                    | 33.5 (92.3)                    | 27.7 (81.9)                    | 20.4 (68.7)                    | 14.0 (57.2)                    | 39.2 (102.6)                   |
| متوسط درجة الحرارة الكبرى °م (°ف)  | −2.2 (28.0)                    | 1.5 (34.7)                     | 8.4 (47.1)                     | 17.9 (64.2)                    | 24.8 (76.6)                    | 28.5 (83.3)                    | 29.4 (84.9)                    | 27.7 (81.9)                    | 23.2 (73.8)                    | 16.3 (61.3)                    | 6.6 (43.9)                     | −0.4 (31.3)                    | 15.1 (59.3)                    |
| المتوسط اليومي °م (°ف)             | −8.3 (17.1)                    | −5.0 (23.0)                    | 2.0 (35.6)                     | 10.9 (51.6)                    | 17.8 (64.0)                    | 22.1 (71.8)                    | 23.7 (74.7)                    | 22.0 (71.6)                    | 16.6 (61.9)                    | 9.6 (49.3)                     | 0.5 (32.9)                     | −6.2 (20.8)                    | 8.8 (47.9)                     |
| متوسط درجة الحرارة الصغرى °م (°ف)  | −12.9 (8.8)                    | −10.0 (14.0)                   | −3.6 (25.5)                    | 4.6 (40.3)                     | 11.2 (52.2)                    | 16.0 (60.8)                    | 18.7 (65.7)                    | 17.2 (63.0)                    | 11.2 (52.2)                    | 4.3 (39.7)                     | −4.0 (24.8)                    | −10.5 (13.1)                   | 3.5 (38.4)                     |
| أدنى درجة حرارة °م (°ف)            | −24.6 (−12.3)                  | −21.9 (−7.4)                   | −16.5 (2.3)                    | −7.7 (18.1)                    | −1.3 (29.7)                    | 5.1 (41.2)                     | 12.5 (54.5)                    | 7.2 (45.0)                     | 1.1 (34.0)                     | −9.1 (15.6)                    | −17.5 (0.5)                    | −22.2 (−8.0)                   | −24.6 (−12.3)                  |
| الهطول مم (إنش)                    | 2.0 (0.08)                     | 4.1 (0.16)                     | 9.1 (0.36)                     | 14.0 (0.55)                    | 33.1 (1.30)                    | 60.6 (2.39)                    | 109.9 (4.33)                   | 100.5 (3.96)                   | 45.0 (1.77)                    | 16.9 (0.67)                    | 6.3 (0.25)                     | 2.1 (0.08)                     | 403.6 (15.9)                   |
| متوسط أيام هطول الأمطار (≥ 0.1 mm) | 1.7                            | 2.5                            | 4.6                            | 4.8                            | 7.6                            | 10.2                           | 13.4                           | 12.8                           | 9.1                            | 4.3                            | 2.6                            | 1.7                            | 75.3                           |
| المصدر: Weather China              |                                |                                |                                |                                |                                |                                |                                |                                |                                |                                |                                |                                |                                |

## أعلام
- وو يوي

## وصلات خارجية
- الموقع الرسمي